# Španělská ženská fotbalová reprezentace
Španělská ženská fotbalová reprezentace reprezentuje Španělsko na mezinárodních fotbalových akcích, jako je Mistrovství světa žen nebo Mistrovství Evropy žen.

## Olympijské hry
| Rok    | Účast                                           | Soupisky           |
| ------ | ----------------------------------------------- | ------------------ |
| 1996   | Nekvalifikovaly se                              | Nekvalifikovaly se |
| 2000   | Nekvalifikovaly se                              | Nekvalifikovaly se |
| 2004   | Nekvalifikovaly se                              | Nekvalifikovaly se |
| 2008   | Nekvalifikovaly se                              | Nekvalifikovaly se |
| 2012   | Nekvalifikovaly se                              | Nekvalifikovaly se |
| 2016   | Nekvalifikovaly se                              | Nekvalifikovaly se |
| 2020   | Nekvalifikovaly se                              | Nekvalifikovaly se |
| 2024   | Prohra v zápase o bronz s Německem              |                    |
| Celkem | Účast – 1× Zlato – 0×, Stříbro – 0×, Bronz – 0× |                    |

## Mistrovství světa
| Rok    | Účast                                           | Soupisky |
| ------ | ----------------------------------------------- | -------- |
| 1991   | Nekvalifikovaly se                              |          |
| 1995   | Nekvalifikovaly se                              |          |
| 1999   | Nekvalifikovaly se                              |          |
| 2003   | Nekvalifikovaly se                              |          |
| 2007   | Nekvalifikovaly se                              |          |
| 2011   | Nekvalifikovaly se                              |          |
| 2015   | Skupinová fáze                                  |          |
| 2019   | Osmifinále                                      |          |
| 2023   | Zlatá medaile                                   | Soupiska |
| Celkem | Účast – 3× Zlato – 1×, Stříbro – 0×, Bronz – 0× |          |

## Mistrovství Evropy
| Rok    | Účast                                           | Soupisky |
| ------ | ----------------------------------------------- | -------- |
| 1984   | Nekvalifikovaly se                              |          |
| 1987   | Nekvalifikovaly se                              |          |
| 1989   | Nekvalifikovaly se                              |          |
| 1991   | Nekvalifikovaly se                              |          |
| 1993   | Nekvalifikovaly se                              |          |
| 1995   | Nekvalifikovaly se                              |          |
| a 1997 | Semifinále                                      |          |
| 2001   | Nekvalifikovaly se                              |          |
| 2005   | Nekvalifikovaly se                              |          |
| 2009   | Nekvalifikovaly se                              |          |
| 2013   | Čtvrtfinále                                     |          |
| 2017   | Čtvrtfinále                                     |          |
| 2022   | Čtvrtfinále                                     |          |
| 2025   | Stříbrná medaile                                |          |
| Celkem | Účast – 5× Zlato – 0×, Stříbro – 1×, Bronz – 0× |          |